# Säkerhetssystem (tåg)
Säkerhetssystem för tåg (tidigare kallat signalsystem) skall förhindra olyckor inom järnvägstrafik, främst genom att undvika att tåg krockar eller kör in i ett annat tåg. Säkerhetssystemet i Sverige regleras av Trafikbestämmelser för järnväg (TTJ) som hanteras av Trafikverket. Hittills har varje land haft sina särkerhetssystem vilket krävt byte av både lok och förare vid gränspassager och därmed sänkt konkurrenskraften vid internationell trafik. Inom EU finns därför ett gemensamt system ERTMS.

## Historik
På de allra första järnvägarna i de allra tidigaste länderna, särskilt Storbritannien, fanns inte telegraf (uppfunnet 1841) eller telefon. Man följde där fasta tidtabeller, men det blev problem vid t.ex. förseningar.
Efter en tid tog ett system över, där säkerheten byggde på att man hade bemannade stationer eller en tågklarerare som ansvarade för att inget annat tåg befann sig på sträckan till nästa station samt att tågklareraren på nästa station bekräftat att han inte skulle släppa iväg något mötande tåg innan det första tåget anlänt. Det kallades tåganmälan. Tågklarerarna kommunicerade först via telegraf och senare telefon som utnyttjade egna ledningar utmed linjen.
Med tiden kunde man lägga om växlar via linor från ett ställverk och även lägga om semaforer eller tända signaler som angav stopp eller kör. 
Numera har de flesta stationer avbemannats och tågklareringen fjärrstyrs via datorsystem. Ställverken är undersystem som inrapporterar lägena på alla växlar, alla signaler samt vilka spårsträckor som är belagda med tåg. Den informationen utnyttjas sedan när en tågfärdväg läggs genom att lägga om växlar och visa nya signaler.

## ATC och ERTMS
I Sverige ställdes krav på att alla lok och drivfordon skulle ha ATC installerat i samband med införandet av Transportstyrelsens Trafikföreskrifter JTF 2009-06. Det krävdes dispens för att utan ATC framföra vissa arbets- och museala fordon.
ERTMS är i Sverige det kommande steget och innebär att tågen via radio/telefon automatiskt kan meddela var de befinner sig och få signaler om hastigheter. Det betyder bl.a. att optiska signaler försvinner utom på bangårdar. Även spårledningar bedömes bli ersatta med tillförlitligare teknik. Samma lok och samma personal kan köra genom olika länder. ERTMS är dessutom ett krav för en höghastighetsbana. En förhoppning är att färre förseningar och sänkta kostnader ska förbättra järnvägarnas konkurrenskraft för transportköparna.

## Säkerhetssystemets funktionalitet
Säkerhetssystemet ska förhindra olyckor när en väg för ett tåg ska reserveras (lägga tågfärdväg) genom att:
- Kontrollera att:
  - spåret är fritt från hinder, till exempel att inget tåg finns på spåret,
  - alla växlar ligger rätt (så tåget inte kommer fel eller andra tåg inte kan komma in på den reserverade vägen) samt
  - vägbommar är fällda.
- Meddela föraren och gärna även lokets dator om tåget får köra och hur fort. Men även meddela vad som gäller längre fram så att tåget kan bromsas i god tid.
- Förhindra att växlar läggs om, eller signaler ges, i konflikt med redan tillåtna tågrörelser - lagd tågfärdväg.

Säkerhetssystemet ska även motverka tågförseningar och andra problem genom att:
- Logik finns i systemet som förhindrar mänskliga misstag och förenklar utbildning av personal.
- Komponenter vid fel reagerar så att säkerheten behålles. Tex visar rött om reläer blir strömlösa.
- Redundans, extra anläggningar, som ger skydd även om en olycka inträffar. Tex. en skyddsträcka efter en stoppsignal som ökar marginalerna eller en skyddsväxel som styr in ett tåg på ett sidospår om en stoppsignal passeras.

Systemet styr tågen genom att sända:
- Optiska signaler utmed banan till föraren, ofta både vad som gäller vid signalen och vad som gäller vid nästa signal (för att föraren ska kunna planera inbromsning).
- Radiosignaler från sändare mitt i spåret (baliser eller eurobaliser) till tågets dator som dels visar föraren den hastighet som gäller, som kommer att gälla längre fram samt, om föraren inte reagerar, automatiskt bromsar tåget (Automatic Train Control – ATC)
- Med radioblock, system där funktion liknande fjärrblockering uppnås utan spårledning. Tåget är istället utrustat med en radioenhet. Växlarna på driftplatserna kan inte övervakas, de är av typen återfjädrande och uppkörbara. Används enbart på de oelektrifierade banorna som börjar i Linköping.
- Radiosignaler från GSM-sändare utmed banorna med standardiserade meddelanden till tågets dator (GSM-R inom European Rail Traffic Management System – ERTMS) vilka sedan visas som en grafisk hastighetskurva som gäller framöver (movement authority) och som nödbromsar vid överträdelse. (Första införandet var 2008 på Botniabanan)

## Teknik
För att automatiskt kontrollera att ett spår är hinderfritt har traditionellt använts spårledningar. Genom att isolera de två rälerna från varandra och lägga en låg spänning mellan dem kan man känna av om en vagnsaxel kortsluter på sträckan. Eftersom spårledningarna är känsliga har de ibland kompletterats med Axelräknare som även upptäcker en tappad vagn. I det nya europeiska standardsystemet ERTMS nivå 3 är det tänkt att de känsliga spårledningarna ska ersättas av en radioblockcentral eller RBC. Det är en databas som ständigt uppdateras med alla tågs positioner, vilka erhålles från tätt utplacerade Eurobaliser. Baliser som sänder positionen utmed banan när ett tåg passerar. RBC:n beräknar hur långt framåt som spåret är hinderfritt och återrapporterar det till tåget vid varje balispassage (movement authority). Det har även spekulerats om positioneringssystem (GPS) är ett tänkbart alternativ.
Vägskyddsanläggningarna (bevakade järnvägsövergångar) hanterar helt autonomt stopp av biltrafik vid vägövergångar. Vid obevakade övergångar kan tavlor uppmana lokföraren att avge ljudsignal.
Automatic Train Control (ATC) eller ERTMS ger föraren order om giltig hastighet och övervakar att orderna följs.
Optiska signaler utmed banan med förenklade besked till föraren som är ett komplement till ATC eller som ersätter ATC där denna saknas. Med ERTMS (nivå 2 och 3) behövs inte längre några optiska signaler.

## Säkerhetssystem i Sverige
Järnvägarna i Sverige har olika säkerhetssystem, som grundas på Järnvägsstyrelsens trafikföreskrifter. Dessa instruktioner beskriver hur man som infrastrukturförvaltare, trafikledare och trafikutövare är ansvarig att agera i olika situationer. De utgör grunden för utbildning av de som jobbar inom järnvägen.
Vid övergång till ett nytt system finns tavlor för att visa vilket signalsystem som börjar gälla. Tågen kan sedan framföras inom de olika systemen med olika färdsätt. Tågfärd är det normala framförandet. I en spärrfärd däremot är all annan trafik avstängd på banan och tåget får röra sig i valfri riktning. Spärrfärder är vanligast i system S, F och E3, men kan förekomma i alla system. Växling är det färdsätt som används när tåg ska kopplas ihop och isär och därmed kan flera tåg och lösa vagnar finnas inom ett begränsat område. Låga hastigheter gäller och förare måste ha uppsikt så att inga olyckor sker. Sverige har en plan från 2008 fram till 2035 för införandet av ERTMS.